# Davor Solter
Davor Solter (Zagreb, Reino da Iugoslávia, 22 de março de 1941) é um biólogo evolutivo estadunidense, ex-diretor do Max-Planck-Institut für Immunbiologie em Freiburg im Breisgau.

## Vida
Davor Solter obteve em 1965 um bacharelado em medicina, em 1968 um mestrado e em 1971 um doutorado em biologia na Universidade de Zagreb. Em 1981 foi professor da Universidade da Pensilvânia. Em 1991 foi membro doa Sociedade Max Planck e diretor do Max-Planck-Institut für Immunbiologie und Epigenetik em Freiburg im Breisgau, cargo em que permaneceu até 2006. De 2008 a 2013 foi professor da Universidade Nacional de Singapura. É desde 2014 professor visitante na Faculdade de Medicina da Universidade Mahidol próximo a Bangkok, Tailândia.

## Prêmios e honrarias
- 1992 membro da Academia Europaea[2]
- 1994 membro da Academia de Artes e Ciências dos Estados Unidos[3]
- 1994 membro da Organização Europeia de Biologia Molecular
- 1998 Prêmio March of Dimes de Biologia do Desenvolvimento
- 2006 Prêmio Rosenstiel[4]
- 2018 Prêmio Internacional da Fundação Gairdner